# Besciamella
La besciamella (in francese béchamel) o balsamella è una delle salse madri della cucina francese, e viene usata come elemento di partenza per salse più elaborate. Chiamata un tempo dall'Artusi "balsamella", è poi diventata una delle salse basilari della cucina italiana. È anche diffusa nel mondo anglosassone dove è nota con il nome francese.

## Storia
Sebbene preparazioni simili siano note sin dal Medioevo, la ricetta della besciamella vera e propria risale al XVII secolo: venne pubblicata nel 1651 in uno dei testi fondamentali della cucina francese, Le cuisinier françois ("Il cuoco francese" secondo la grafia del tempo) di François Pierre de La Varenne (1615-1678), cuoco di Nicolas Chalon du Blé, marchese d'Uxelles. Il nome aveva lo scopo di onorare il cortigiano Louis de Béchameil, marchese di Nointel (1630-1703).

## Preparazione
La preparazione consiste nel versare un roux bianco, un impasto fatto con uguali quantità di burro e farina cotti, nel latte caldo (se si tratta di un roux freddo) o freddo (se il roux è caldo) unendo un pizzico di sale e un pizzico di noce moscata e cuocere per circa 15 minuti in modo tale che la salsa addensi e veli il cucchiaio.
Per preparare piccoli quantitativi si utilizza il latte freddo da incorporare gradatamente al roux caldo, sino al raggiungimento dell'ebollizione. Per dosi maggiori è consigliato riscaldare il latte a parte con il sale (10 g per litro) e la noce moscata. La densità finale della salsa dipenderà dalla proporzione tra le quantità di burro e farina utilizzate per preparare il roux, e il latte. Solitamente questa proporzione è di 1 a 10 (10 grammi di farina e di burro per 100 di latte). Per preparare una besciamella più leggera, al posto del burro è possibile utilizzare l'olio extravergine di oliva. La consistenza risulterà lievemente più liquida poiché il burro ha un potere addensante maggiore rispetto all'olio.

## Usi

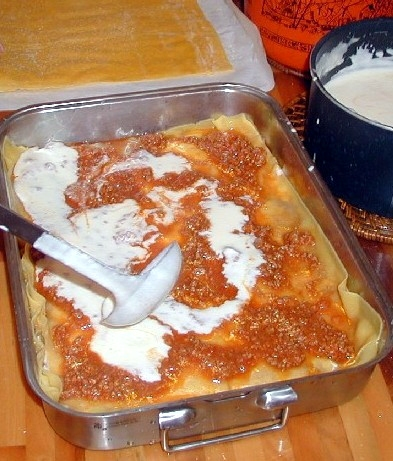
La besciamella è un ingrediente chiave delle lasagne

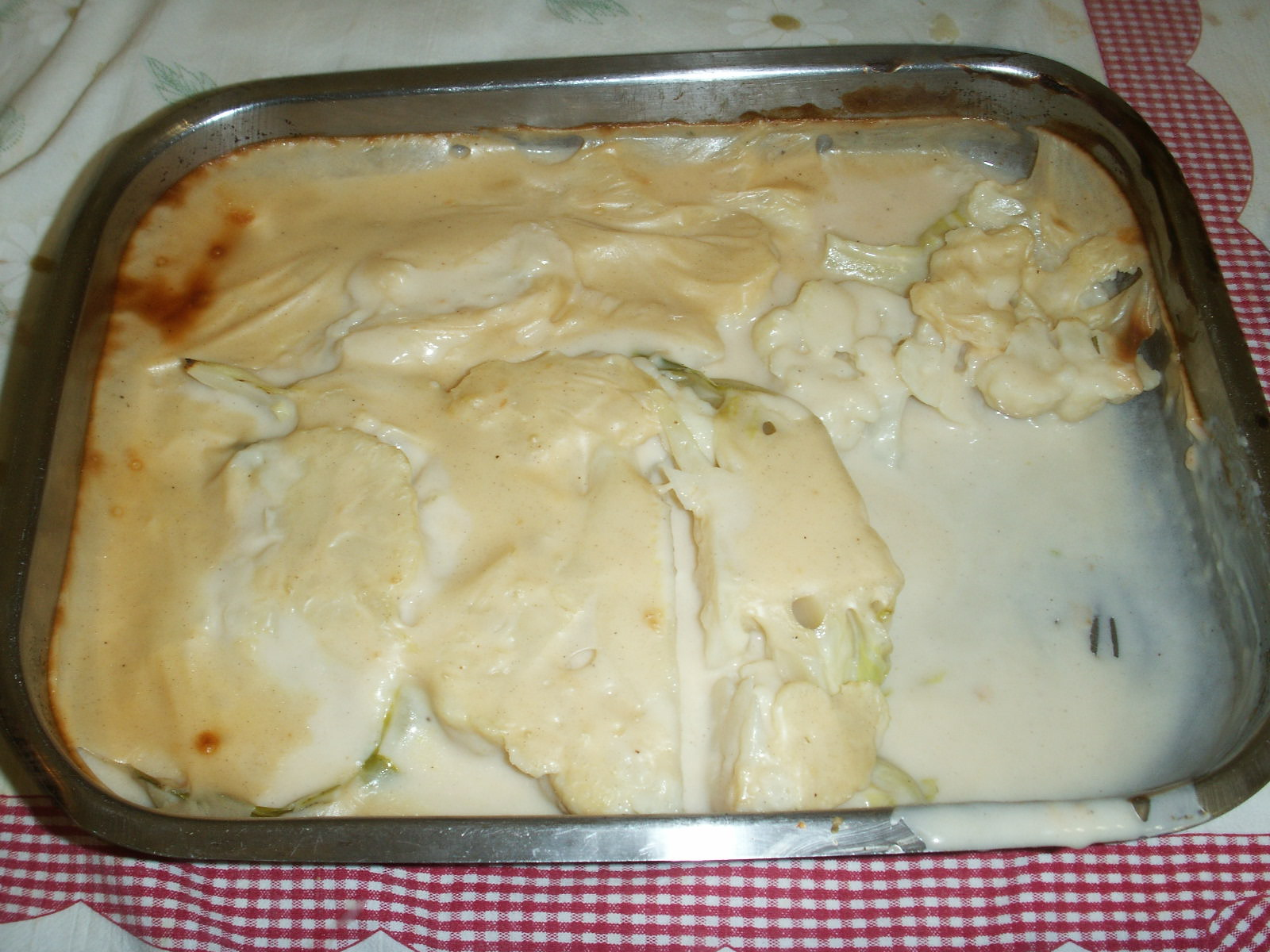
Cavolfiore alla besciamella

In Italia la besciamella è particolarmente presente nella cucina emiliana. Alcuni popolari piatti basati su questo ingrediente sono le lasagne, i cannelloni, le crêpe, le diverse varietà di pasta al forno, la pasta ai quattro formaggi e il timballo. Si usa aggiungere la besciamella anche ad alcune verdure, come il cavolo, il finocchio e i broccoli, da passare al forno.

## Varianti
Dalla salsa besciamella derivano altre salse, chiamate appunto salse derivate, tra cui una delle più famose è la salsa Mornay. Altra variante è la besciamella all'uovo, preparata allo stesso modo pressappoco, ma con l'aggiunta del tuorlo d'uovo.